# Gyropaigne ucrainica
Gyropaigne ucrainica, secondo una classificazione filogenetica (Assaul 1966) è una specie del supergruppo Excavata appartenente alla famiglia Astasiaceae.

## Caratteristiche
Gyropaigne ucrainica vive esclusivamente in acqua dolce, ed è stata scoperta da Assaul nel 1966., e ritrvata in Ucraina nel 2019

## Classificazioni alternative
Una classificazione ormai obsoleta inserisce questo genere nella famiglia delle Astasiidae, sottordine Rhabdomonadina, ordine Natomonadida, sottoclasse Anisonemia, classe Peranemea, superclasse Spirocuta, infraphylum Dipilida, subphylum Euglenoida, phylum Euglenozoa, sottoregno Eozoa, Regno Protozoa, finché non si è scoperto che tali gruppi sono parafiletici..